# Elliphant

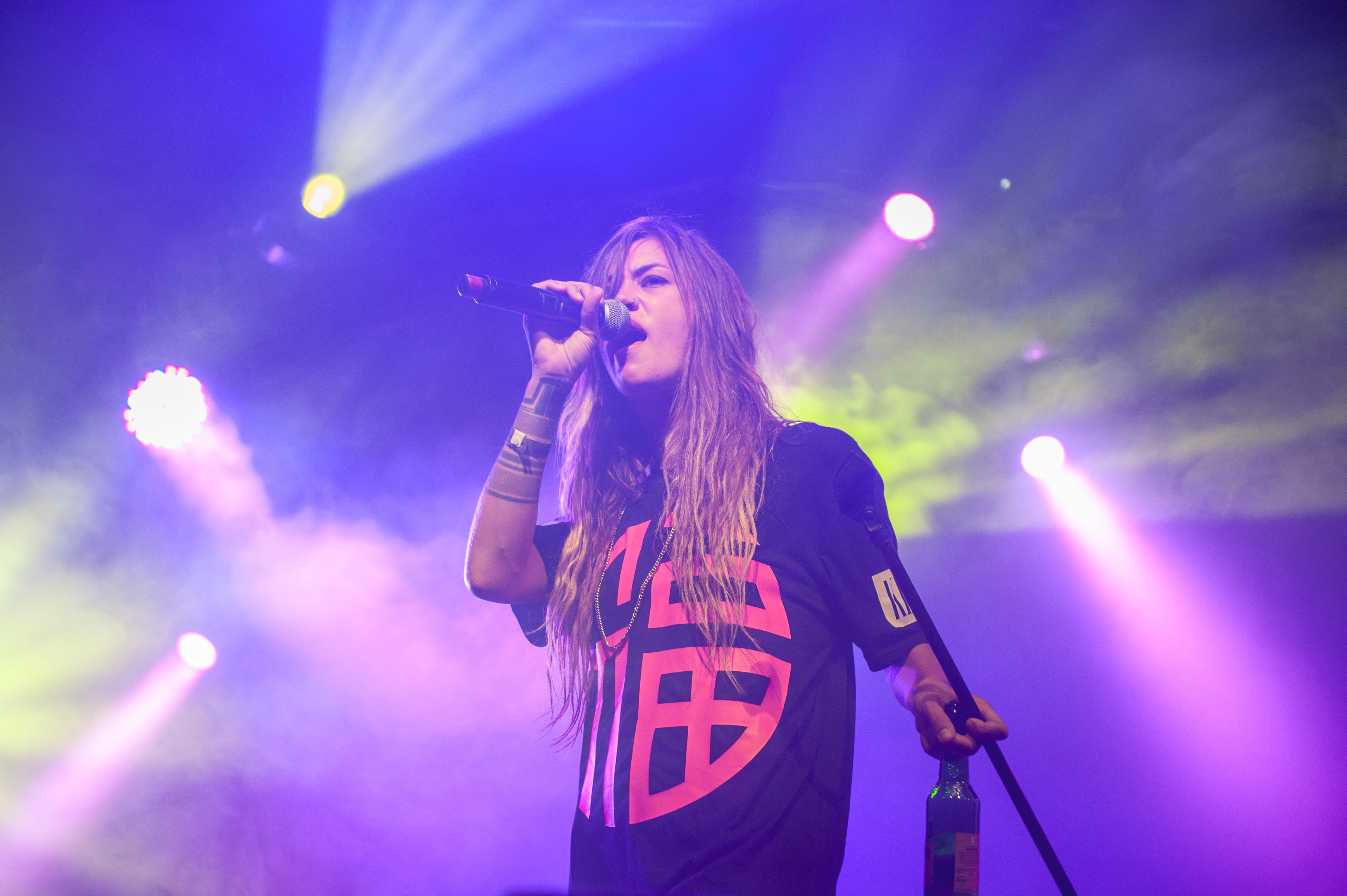
Elliphant på Way Out West i Göteborg, augusti 2014

Elliphant, artistnamn för Ellinor Salome Miranda Olovsdotter, född 8 oktober 1985 i Stockholm, är en svensk popsångare, rappare och låtskrivare.  

## Biografi
Ellinor Olovsdotter växte upp med en ensamstående mor och syskon på Södermalm i Stockholm. Hon hade det svårt och var rastlös i skolan och fick först senare förklaringar till sin inre oro genom att hon diagnostiserades med ADD och dyslexi. En resa till Indien i tonåren förändrade hennes världsbild och la en grund till hennes nya liv, där utlandsvistelser och resor har en stor betydelse också för hennes musikarbete. Hon är delvis bosatt i Los Angeles.
Vid en resa till Paris 2011 mötte hon Stockholms-musikern Tim Geneve och de bestämde sig för att börja experimentera med att göra musik ihop. Tillsammans med musikproducenten Ted Krotkiewski bildade de det som blev projektet Elliphant och de delade upp arbetsrollerna mellan sig. Olovsdotter fokuserade på att skriva texter, melodier, och refränger medan Geneve och Krotkiewski som producentduon "Jungle" stod för beats och hookar. Musiken de skapade ihop uppmärksammades av TEN Music Group och Elliphant fick skivkontrakt med TEN under 2011.
Dyslexin har hon vänt till en egen personlig stil med medvetet fri stavning och inte sällan provokativa, frispråkiga texter eller innovativ dubbeltydighet, som i till exempel låten "Love Me Badder". Namnet Elliphant har delvis samband med hennes stora intresse för djur och natur och deras rättigheter.
Hon har senare samarbetat med artister som Skrillex, Adam Kanyama, Major Lazer, Eboi och Ras Fraser Jr. Några av hennes låtar finns med i fotbollsspel. "Tekkno Scene" är med i FIFA 13 och både låten "Purple Light (ft. Doja Cat)" och "All Or Nothing(ft. Bunji Garlin & Diplo) ingår i FIFA 15. Elliphant har gjort flera internationella konserter och turnéer. 2014 agerade hon dessutom förband till den brittiska storstjärnan Charli XCX på dennas nordamerikanska turné. Sommaren 2014 spelade hon bland annat även på Kents egen festival Kentfest på Gärdet i Stockholm. 
Hon nominerades till P3 Guld 2014 som Årets nykomling.
25 mars 2016 släppte hon albumet Living Life Golden där hon återigen samarbetar med Skrillex och Major Lazer. Även amerikanskan Azealia Banks och danskan Mø medverkar.
23 april 2021 släppte hon albumet Rocking Horse.

## Diskografi

### 2012 – Elliphant
1. Down On Life
2. Tekkno Scene
3. Make It Jucy
4. In The Jungle
5. Ciant Hear It
6. Ciant Hear It (Jungle Remix)

### 2013 – Music Is Life
1. Music Is Life
2. Music Is Life (Instrumental)

### 2013 – Live Till I Die
1. Live Till I Die
2. Boom Your Head
3. Make A New Breed
4. Where Is My Mama At
5. Pee On Ya Fire

### 2013 – A Good Idea
1. Music Is Life feat. Ras Fraser Jr.
2. Live Till I Die
3. Could It Be
4. Where Is My Mama At
5. Shoot Me Down
6. Toilet Line Romance
7. Down On Life
8. Run Far
9. Moore Fire feat. Niki & The Dove, Ras Fraser Jr.
10. Boom Your Head
11. Paint The World
12. Want It
13. Pac Man feat. Erik Hassle
14. Bitch Out feat. Dida - Bonus track

### 2016 – Living Life Golden
1. Step Down
2. Everybody feat. Azealia Banks
3. Love Me Badder
4. Not Ready
5. Love Me Long feat. Major Lazer, Gyptian
6. Hit and Run
7. Thing Called Life
8. Where Is Home feat. Twin Shadow
9. One More feat. MØ
10. Player Run
11. Spoon Me feat. Skrillex
12. Living Life Golden

### 2021 – Rocking Horse
1. Introdin
2. Arson
3. Emily
4. Drunk & Angry
5. Noomi Song
6. Envy
7. Could This Be Love
8. GITS
9. Family Tree
10. Polluted Love
11. Juice Me
12. All I Know
13. Time Machine
14. Notorious
15. Had Enough
16. Uterus
17. White Tiger

### 2024 – Troll
1. Introll
2. Therapy
3. Dust
4. Pandora
5. Mobs
6. Trench
7. Minimal
8. Outroll